# Sixten Jernberg
Edy Sixten Jernberg (født 6. februar 1929 i Lima, død 14. juli 2012 i Mora) var en svensk langrendsløber. Han er en af Sveriges mest vindende langrendsløbere gennem tiderne med ni OL-medaljer og seks VM-medaljer. Han repræsenterede Lima IF.
Han kom fra en fattig familie i Lima, Dalarna, og kom i smedelære som 12-årig. Snart blev han i stedet skovarbejder, og det hårde arbejde samt de daglige ture på ski til og fra arbejde blev basis for hans styrke i især de lange skiløbskonkurrencer.
Han vandt fire guld på 50-kilometeren (af fem mulige) i internationale mesterskaber i perioden fra 1956 til 1964. I 1960 blev han tildelt Holmenkollmedaljen.

## OL-medaljer
- Cortina 1956 – guld i 50 km, sølv i 15 og 30 km, bronze i stafetten
- Squaw Valley 1960 – guld i 30 km, sølv i 15 km
- Innsbruck 1964 – bronze i 15 km, guld i 50 km og guld i stafetten.

## VM-medaljer
- Falun 1954 – bronze i 4 x 10 km stafet
- Lahtis 1958 – guld i 50 km og stafetten, bronze i 30 km
- Zakopane 1962 – guld i 50 km og stafetten

Dertil vandt han Vasaløbet to gange, i 1955 og 1960.
Han blev tildelt Svenska Dagbladets guldmedalje i 1956. 